# قلعه حسین‌آباد شفیع‌پور

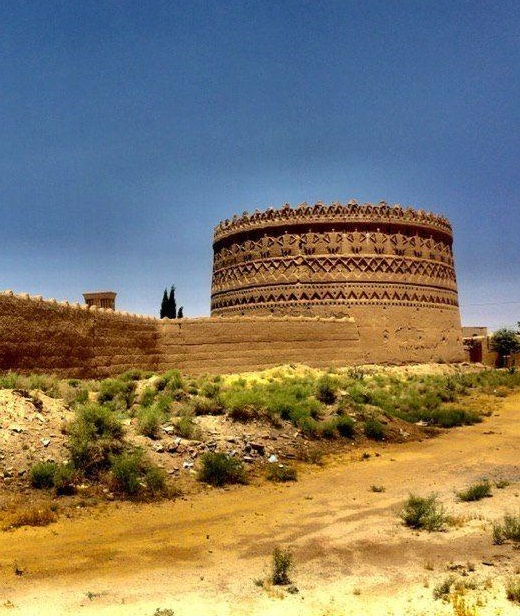

قلعه حسین‌آباد شفیع پور یک قلعه قدیمی در دهستان گاریزات بخش گاریزات شهرستان تفت استان یزد ایران است.
این قلعه دارای برج مدور بزرگ است که ارتفاع آن بیش از ۸ متر و تاریخ بنا را با توجه به فرم و کاربرد تزئینات روی برج می‌توان به دوره زندیه نسبت داد. اغلب مصالح بکار رفته در برج قلعه حسین‌آباد شفیع پور خشت و گل به ابعاد ۶×۲۲×۲۲ سانتی‌متر اجرا شده‌اند،
حجم بالای تعداد خشت‌ها که ضخامت دیوارها را شکل می‌دهند علاوه بر اینکه وزن زیادی را دارد از استحکام قابل توجهی نیز برخوردار است. ضخامت بیش از حد دیوارهای برج خصوصاً دیوارهای خارجی با نوع کاربری بنا که همان قلعه دفاعی است رابطه مستقیم دارد. این برج شامل تزئینات زیبا و منحصر به فردی است که این برج را به عنوان یکی از شاخص‌ترین برج‌های دفاعی معماری ایرانی معرفی می‌کند. تزئینات قلعه را فقط از نمای بیرون قلعه می‌توان مشاهده کرد که یک طرف تصویر شماتیک سربازانی دست به کمر به حالت ایستاده و تزئینات هندسی و کنگره‌ای از ترکیبات خشت خام و آجر مشاهده می‌شود. از جمله تزئینات بنا می‌توان به اجرای تزئینات بنا در اصطلاح معماری ایرانی شش بند شیرازی، نقش بته جقه ایرانی در حاشیه بالای برج، وجود ۳۶ سرباز دست به کمر که در مقیاس نسبتاً بزرگ (۵٫۲ متر ارتفاع قد سربازها) بر روی بدنه بیرون برج اجراء شده اشاره کرد. این سربازها مدافع برج بوده و با فرم دست به کمرشان حالتی تدافعی دارند. تعداد سربازها با تعداد فضاهای داخلی برج که نیز برابر است و به نظر می‌رسد میان این دو تناسبی وجود دارد زیرا برج از ۳ طبقه و هر طبقه دارای ۱۲ فضاست که در مجموع ۳۶ فضا را تشکیل می‌دهد. . داخل این قلعه مدور ۱۳ اشکوبه و حجره حجره می‌باشد. طبقه پائین برای استفاده چهار پایان و اسطبل و طبقه دوم و سوم برای انبار غله و سکونت کشاورزان مورد استفاده بوده‌است.